# Linen Hall Library

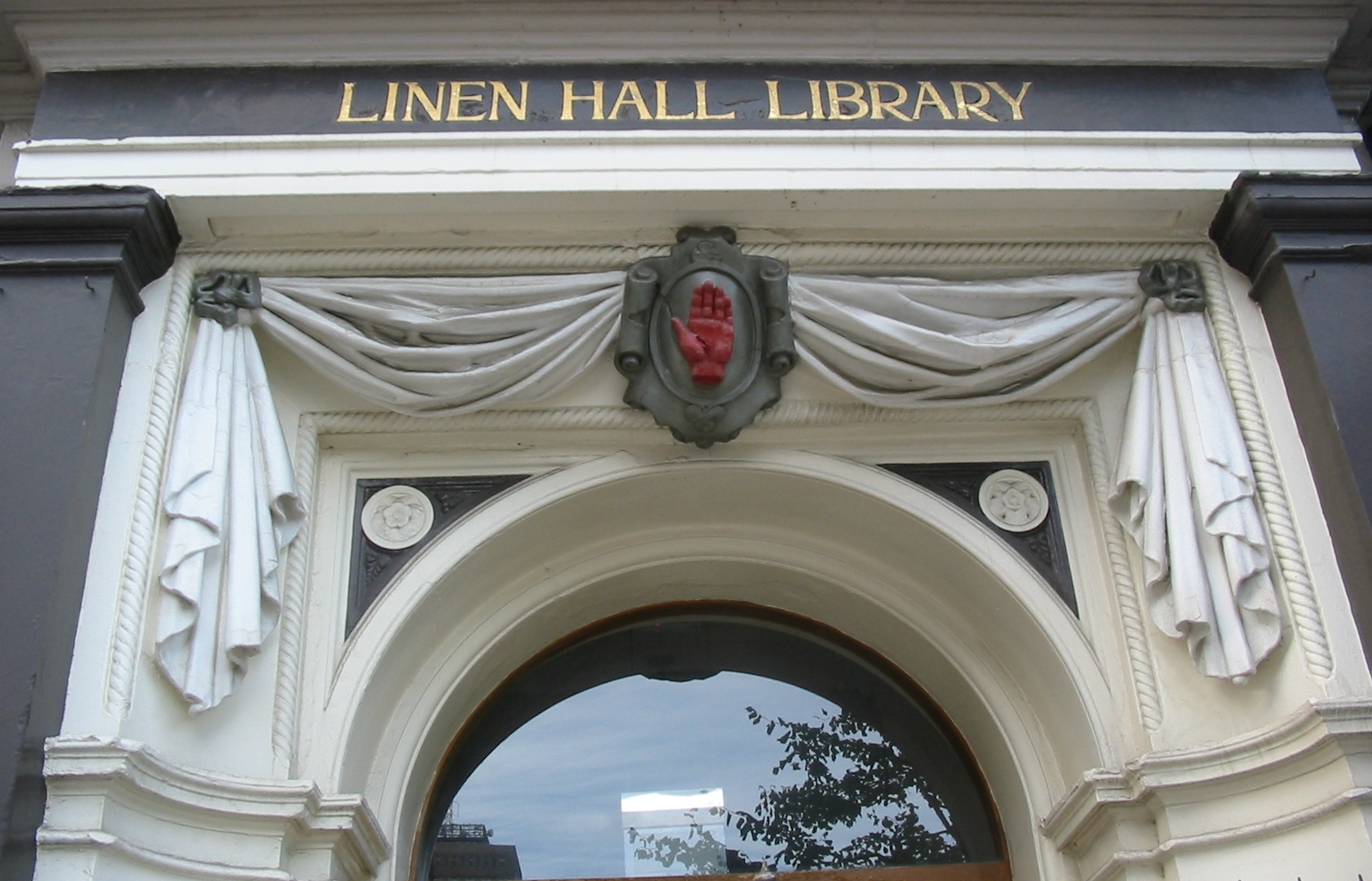
Linen Hall Library

Die Linen Hall Library ist die älteste Bibliothek in Belfast. Sie wurde 1788 gegründet. Sie liegt am 17 Donegall Square North in der Stadtmitte. Sie ist die letzte Leihbibliothek in Nordirland und wird von einer unabhängigen und gemeinnützigen Organisation betrieben.

## Geschichte
Die Bibliothek wurde 1788 als Belfast Reading Society gegründet und 1792 in Belfast Society for Promoting Knowledge umbenannt. 1802 bezog sie ihre Räume in der White Linen Hall am Donegall Square. Nach 1980 konnte der Bestand der Bibliothek durch die Anmietung von Erweiterungsbauten gesichert werden.

## Bestände
Ein zentraler Bestand widmet sich den Irish and Local Studies. Ein Sondersammelgebiet ist die Northern Ireland Political Collection, die sich mit der Zeit der „Troubles“ befasst und mehr als 350.000 Medieneinheiten umfasst, darunter Plakate, Pamphlete, Flugblätter, Zeitungen und Zeitschriften.